# Jon Ola Sand
Jon Ola Sand (n. 21 decembrie 1961) este un producător norvegian de televiziune pentru postul național NRK.
Are peste 15 ani de experiență, lucrând pentru producții și co-producții majore pentru NRK și TV2, precum și pentru companii independente. Sand este un membru al Academiei Internaționale de Știință și Artele Televiziunii. Sand a produs și regizat o varietate de programe TV, cum ar fi Concertul Premiului Nobel pentru Pace și Selecția Națională norvegiană pentru Concursul Muzical Eurovision, Melodi Grand Prix.
În data de 26 noiembrie 2010, dupa demisia lui Svante Stockselius, Jon Ola a fost desemnat de către EBU drept Supervizor Executiv al Concursului Muzical Eurovision.